# Świerk z rezerwatu krajobrazowego im. Władysława Szafera
Świerk z rezerwatu krajobrazowego – pomnikowy świerk pospolity rosnący na terenie rezerwatu krajobrazowego im. Władysława Szafera, w dobrze zachowanym fragmencie lasu; olbrzym świerkowy, jeden z najpotężniejszych świerków polskiej części Puszczy Białowieskiej, obwodem pnia ustępuje tylko Świerkowi Olbrzymowi, ale przewyższa go pod względem objętości drewna (25–30 m³).
Obecny obwód pnia drzewa na wysokości 130 cm od postawy wynosi 426 cm (według pomiarów z 2009 roku), całkowita wysokość drzewa wynosi 46 metrów (według pomiarów z 2009).
Drzewo wykiełkowało w XVIII wieku; od roku 1993 jest pomnikiem przyrody.
Drzewo ocalało w czasach rabunkowej eksploatacji puszczy; olbrzymie świerki na terenie zagospodarowanej Puszczy Białowieskiej są rzadkością.
Żywotność drzewa umiarkowana.